# Еліран Атар
Еліран Атар (івр. אלירן עטר; *нар. 17 лютого 1987, Тель-Авів) — ізраїльський футболіст, нападник клубу «Маккабі» (Хайфа).
Насамперед відомий виступами за клуби «Бней-Єгуда» і «Маккабі» (Тель-Авів), а також збірну Ізраїлю.

## Клубна кар'єра
Народився 17 лютого 1987 року в місті Тель-Авів. Вихованець футбольної школи клубу «Бней-Єгуда». Дорослу футбольну кар'єру розпочав 2004 року в основній команді того ж клубу, в якій провів шість сезонів, взявши участь у 109 матчах чемпіонату.
Своєю грою за цю команду привернув увагу представників тренерського штабу «Маккабі» (Тель-Авів), до складу якого приєднався влітку 2010 року за 1,2 млн доларів. Відіграв за тель-авівську команду наступні три сезони своєї ігрової кар'єри, вигравши в останньому з них національний чемпіонат і ставши найкращим бомбардиром. Більшість часу, проведеного у складі тель-авівського «Маккабі», був основним гравцем атакувальної ланки команди і одним з головних бомбардирів команди, маючи середню результативність на рівні 0,55 голу за гру першості. Всього встиг відіграти за тель-авівську команду 96 матчів в національному чемпіонаті.
Влітку 2013 року уклав контракт з французьким «Реймсом», у складі якого провів наступні півтора року своєї кар'єри гравця, але основним гравцем так і не став. 
Через це 15 січня 2015 року повернувся на батьківщину, ставши гравцем «Маккабі» (Хайфа). Відтоді встиг відіграти за хайфську команду 33 матчі в національному чемпіонаті.

## Виступи за збірну
У 2005 році дебютував у складі юнацької збірної Ізраїлю, взяв участь у 8 іграх на юнацькому рівні, відзначившись 3 забитими голами.
14 листопада 2012 року дебютував в офіційних матчах у складі національної збірної Ізраїлю в товариській грі проти збірної Білорусі (1:2), вийшовши на заміну на 67 хвилині замість Томера Хемеда. Наразі провів у формі головної команди країни 3 матчі.

## Досягнення
- Чемпіон Ізраїлю (2):

«Маккабі» (Тель-Авів): 2012-13, 2018-19
- Володар Кубка Ізраїлю (1):

«Маккабі» (Хайфа): 2015-16
- Володар Кубка Тото (2):

«Маккабі» (Тель-Авів): 2017-18, 2018-19
- Володар Суперкубка Ізраїлю (1):

«Маккабі» (Тель-Авів): 2019
- Найкращий бомбардир чемпіонату Ізраїлю: 2012-13 (22 голи)